# Aymen Barkok
Aymen Barkok (Francoforte sul Meno, 21 maggio 1998) è un calciatore marocchino con cittadinanza tedesca, centrocampista dello Schalke 04.

## Biografia
I genitori di Barkok sono originari di Casablanca, in Marocco. Barkok è nato a Francoforte ed è cresciuto nell'insediamento di Nordweststadt.

## Statistiche
Statistiche aggiornate al 19 gennaio 2022.

### Cronologia presenze e reti in nazionale
| Cronologia completa delle presenze e delle reti in nazionale ― Marocco | Cronologia completa delle presenze e delle reti in nazionale ― Marocco | Cronologia completa delle presenze e delle reti in nazionale ― Marocco | Cronologia completa delle presenze e delle reti in nazionale ― Marocco | Cronologia completa delle presenze e delle reti in nazionale ― Marocco | Cronologia completa delle presenze e delle reti in nazionale ― Marocco | Cronologia completa delle presenze e delle reti in nazionale ― Marocco | Cronologia completa delle presenze e delle reti in nazionale ― Marocco |
| Data                                                                   | Città                                                                  | In casa                                                                | Risultato                                                              | Ospiti                                                                 | Competizione                                                           | Reti                                                                   | Note                                                                   |
| ---------------------------------------------------------------------- | ---------------------------------------------------------------------- | ---------------------------------------------------------------------- | ---------------------------------------------------------------------- | ---------------------------------------------------------------------- | ---------------------------------------------------------------------- | ---------------------------------------------------------------------- | ---------------------------------------------------------------------- |
| 9-10-2020                                                              | Rabat                                                                  | Marocco                                                                | 3 – 1                                                                  | Senegal                                                                | Amichevole                                                             | -                                                                      | 87’                                                                    |
| 13-10-2020                                                             | Rabat                                                                  | Marocco                                                                | 1 – 1                                                                  | RD del Congo                                                           | Amichevole                                                             | -                                                                      |                                                                        |
| 13-11-2020                                                             | Casablanca                                                             | Marocco                                                                | 4 – 1                                                                  | Rep. Centrafricana                                                     | Qual. Coppa d'Africa 2021                                              | -                                                                      |                                                                        |
| 17-11-2020                                                             | Douala                                                                 | Rep. Centrafricana                                                     | 0 – 2                                                                  | Marocco                                                                | Qual. Coppa d'Africa 2021                                              | -                                                                      | 92’                                                                    |
| 26-3-2021                                                              | Nouakchott                                                             | Mauritania                                                             | 0 – 0                                                                  | Marocco                                                                | Qual. Coppa d'Africa 2021                                              | -                                                                      |                                                                        |
| 30-3-2021                                                              | Rabat                                                                  | Marocco                                                                | 1 – 0                                                                  | Burundi                                                                | Qual. Coppa d'Africa 2021                                              | -                                                                      | 90’                                                                    |
| 8-6-2021                                                               | Rabat                                                                  | Marocco                                                                | 1 – 0                                                                  | Ghana                                                                  | Amichevole                                                             | -                                                                      | 68’ 72’                                                                |
| 12-6-2021                                                              | Rabat                                                                  | Marocco                                                                | 1 – 0                                                                  | Burkina Faso                                                           | Amichevole                                                             | -                                                                      |                                                                        |
| 2-9-2021                                                               | Rabat                                                                  | Marocco                                                                | 2 – 0                                                                  | Sudan                                                                  | Qual. Mondiali 2022                                                    | -                                                                      |                                                                        |
| 6-10-2021                                                              | Rabat                                                                  | Marocco                                                                | 5 – 0                                                                  | Guinea-Bissau                                                          | Qual. Mondiali 2022                                                    | -                                                                      | 78’                                                                    |
| 9-10-2021                                                              | Casablanca                                                             | Guinea-Bissau                                                          | 0 – 3                                                                  | Marocco                                                                | Qual. Mondiali 2022                                                    | 1                                                                      | 82’                                                                    |
| 12-10-2021                                                             | Rabat                                                                  | Guinea                                                                 | 1 – 4                                                                  | Marocco                                                                | Qual. Mondiali 2022                                                    | -                                                                      | 14’                                                                    |
| 12-11-2021                                                             | Rabat                                                                  | Sudan                                                                  | 0 – 3                                                                  | Marocco                                                                | Qual. Mondiali 2022                                                    | -                                                                      | 82’                                                                    |
| 16-11-2021                                                             | Casablanca                                                             | Marocco                                                                | 3 – 0                                                                  | Guinea                                                                 | Qual. Mondiali 2022                                                    | -                                                                      | 82’                                                                    |
| 18-1-2022                                                              | Yaoundé                                                                | Gabon                                                                  | 2 – 2                                                                  | Marocco                                                                | Coppa d'Africa 2021 - 1º turno                                         | -                                                                      | 57’                                                                    |
| 25-1-2022                                                              | Yaoundé                                                                | Marocco                                                                | 2 – 1                                                                  | Malawi                                                                 | Coppa d'Africa 2021 - Ottavi di finale                                 | -                                                                      | 80’                                                                    |
| 30-1-2022                                                              | Yaoundé                                                                | Egitto                                                                 | 2 – 1 dts                                                              | Marocco                                                                | Coppa d'Africa 2021 - Quarti di finale                                 | -                                                                      | 104’                                                                   |
| 9-6-2022                                                               | Rabat                                                                  | Marocco                                                                | 2 – 1                                                                  | Sudafrica                                                              | Qual. Coppa d'Africa 2023                                              | -                                                                      | 60’                                                                    |
| Totale                                                                 |                                                                        | Presenze                                                               | 18                                                                     |                                                                        | Reti                                                                   | 1                                                                      |                                                                        |

## Palmarès

### Club

#### Competizioni nazionali
- Coppa di Germania: 1

Eintracht Francoforte: 2017-2018

#### Competizioni internazionali
- UEFA Europa League: 1

Eintracht Francoforte: 2021-2022

### Individuale
- Fritz-Walter-Medaille: 1

Under-19 2017 (argento)